# オークラアクトシティホテル浜松

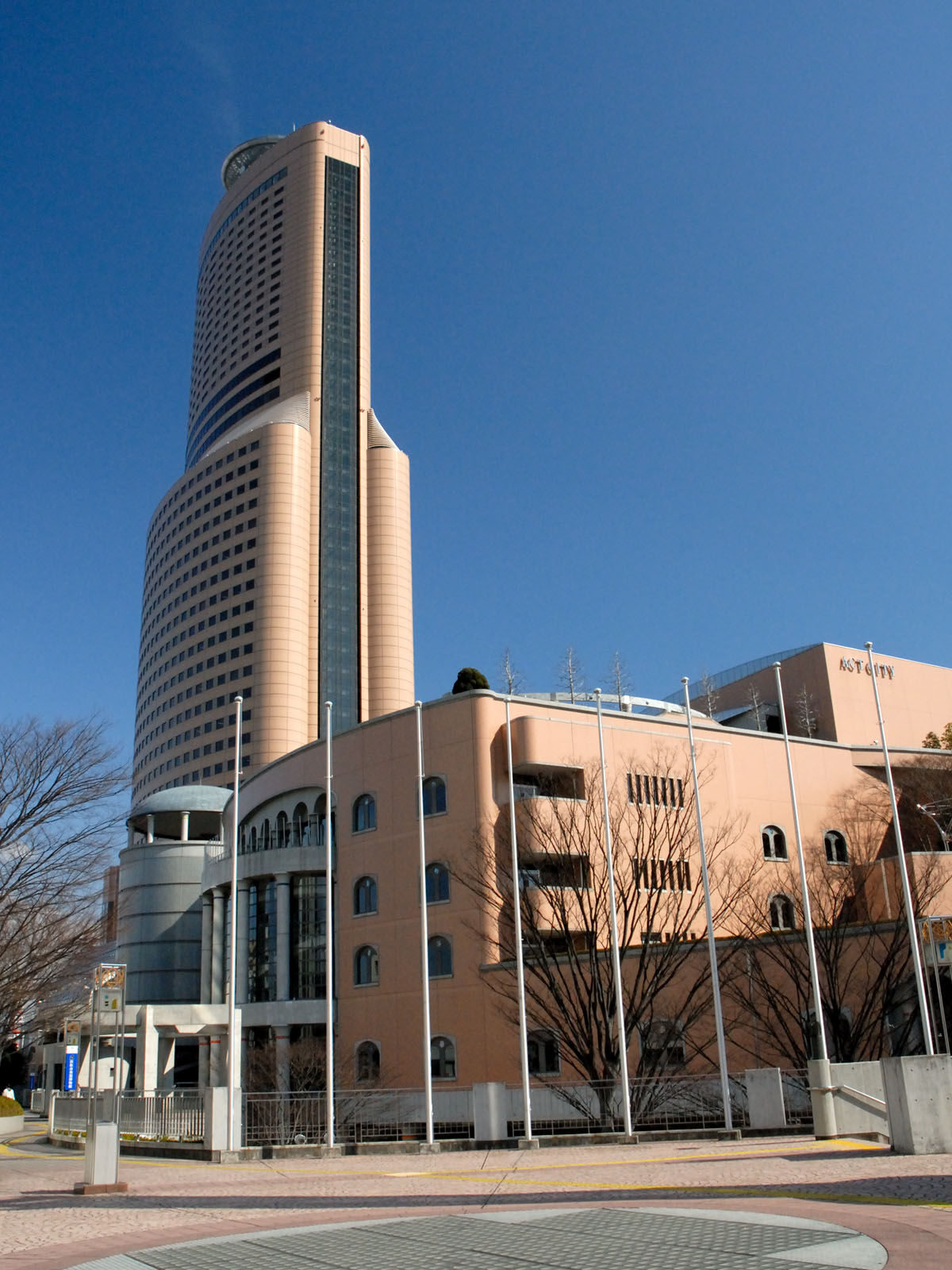
ホテルが所在するアクトシティ

オークラアクトシティホテル浜松（オークラアクトシティホテルはままつ）は、浜松市中央区板屋町にあるホテル。オークラホテルズ&リゾーツのメンバーである。ホテルの経営権保有者であるオリックスとの間の受託契約に基づき運営されている。

## 概要
国鉄浜松駅の高架化に伴い再開発されたアクトシティの、アクトタワー高層階に所在する。「音楽の街」を意識したインテリアで、随所に楽器をモチーフにしたデザインが施されているほか、浴衣とエレベーターには楽譜（ショパンのノクターン第20番嬰ハ短調）が描かれている。さらに、グランドピアノが備えられた客室「シンフォニースイート」も設けられている。

## フロア
- 45F 展望回廊、スカイチャペル、宴会場
- 32-44F 客室
- 31F レストラン（鉄板焼 さざんか、和食 山里、寿司 寿し半和楽）
- 30F 宴会場、式場、スカイレストラン&ラウンジ（パガニーニ）
- 29F ヘルスクラブ（プール、ジムなど）
- 3-5F 宴会場、式場、写真室、美容室
- 2F レストラン（フィガロ、中国料理 桃花林）、バー（ドン・ジョバンニ）、カフェ（シーズンカフェ）
- 1F ロビー、フロント、ブライダルサロン、ショップ
- 地下 アクトシティ総合駐車場（ホテル利用者専用スペース有り）

他、同一建物内のアクトプラザにベーカリー（ホテルオークラベーカリー）がある。

## 連絡通路
複合施設内のホテルであるため、多くの連絡通路がある。
- 地下:ホテルのエレベーターが地下まで乗り入れており、市民ロビーを介して浜松駅方面への地下連絡通路とつながっている。
- 1F:メインエントランスの他、アクトプラザへの出入口がある。
- 2F:浜松駅ビルとの連絡通路が設置されていて、動く歩道で結ばれている。
- 3F:隣接するコングレスセンターとの連絡通路があり、大規模イベント時にホテル宴会場とコングレスセンター、大ホール、中ホールの一体的運用ができるようになっている。